# Cochranella geijskesi
Cochranella geijskesi är en groddjursart som först beskrevs av Coleman J. Goin 1966.  Cochranella geijskesi ingår i släktet Cochranella och familjen glasgrodor. IUCN kategoriserar arten globalt som otillräckligt studerad. Inga underarter finns listade i Catalogue of Life.